# Městské skály
Městské skály (německy Kreutzberg) jsou skalní útvary v Hanušovické vrchovině v severní části katastrálního území města Šumperk nacházející se na úbočí kopce Ohařův kámen (690 m n. m.). Na západním úbočí se nacházejí Velké městské skály a na jižním Malé městské skály s dřevěným altánkem (689 m n. m.).

## Geologie
Z geologického hlediska jsou Městské skály tvořeny pegmatitem s vysokým obsahem křemene, živce a slíd. Místy se vyskytují břidličné ruly a fylity. Podíl jednotlivých složek je zastoupen: 25–35 % kyselý plagioklas, 15–25 % křemen, 25 % tmavě hnědý biotit, 10–20 % muskovit, až 25 % místy hojný fibrolitický, ojediněle i prismatický sillimanit.
Pevné skály mají kolmé stěny dosahující výšky až dvacet metrů a jsou vhodné pro lezení. 

## Popis
Městské skály jsou soustava útesů a věží, které se tyčí asi pět kilometrů severně nad městem Šumperk. Název vyjadřuje blízkost města. Na hřebeni je v skalní věži umístěna vyhlídka Městské skály s dřevěným altánem. Altán byl postaven v sedmdesátých letech 20. století a je ve vlastnictví města Šumperk. K dřevěnému altánu vede zelená značená turistická stezka ze Šumperka.
Na západní straně se nachází Voštinová skála s vyhlídkovým místem na Bratrušov a okolí. K vyhlídce vede žlutá značená turistická stezka ze Šumperka.